# Madurski jezici
Madurski jezici malena skupina jezika malajsko-polinezijske porodice koji se govore na Maduri i otocima Sapudi u Indoneziji. Čini po novijoj klasifikaciji jedan od tri ogranaka malajsko-sumbavskih jezika.
Obuhvaća svega dva jezika, madurski (preko 13.000,000 1995) i kangean. Madurski ima nekoliko dijalekata, a govornika ima i u Singapuru.

## Vanjske poveznice
- Ethnologue (14th)
- Ethnologue (15th)